# 오버타임 (1999년 드라마)
《오버타임》(Over Time-オーバー・タイム)은 1999년 1월부터 3월까지 후지 TV에서 방송된 텔레비전 드라마이다. 한국에는 2004년 5월에 케이블 채널인 SBS 드라마플러스에서 방송됐다. 총 12회로 이루어져 있다.

## 시놉시스
북해도 지사 사회부에 계약직으로 근무하는 카에데 소이치로(소리마치 타카시)는 신년취재차 호텔에 머물면서 새해를 맞이하고 있었다. 회사후배인 엔도(카토 하루히코)가 방에 차키를 놓고간 것을 보고 그것을 돌려주려다 잠시 방 밖으로 나왔는데 밖엔 문이 잠겨서 들어가지 못하는 잠옷차림의 한 여성이 있었다. 그녀가 바로 나츠키(에스미 마키코). 이것이 이 둘의 첫 만남이었다.
나츠키는 친구인 하루코(니시다 나오미)의 소개로 한 남자와 맞선을 보게 되는데 그 자리에 늦는 선배대신 후배인 소이치로가 온다 반복되는 우연속에 만나게 되는 두 사람. ‘인연이 아닐까’ 라고 생각하던 나츠키는 어느날 자신이 신세지고 있는 하루코가 자신의 동생이 집에 올거라는 이야기를 꺼내는데 그가 바로 소이치로였다. 이렇게 해서 하루코의 집에는 소이치로, 하루코, 나츠키 그리고 나츠키와 하루코의 친구인 후유미까지 넷이 살게 된다.
소이치로와 나츠키 두 사람은 처음부터 티격태격하지만 어딘가 통하는 둘은 서로 이야기를 들어주고 위로해주는 친구가 되는데….

## 등장인물
카에데 소이치로(楓宗一朗) - 소리마치 타카시(反町 隆史)
25세. 신문사 사회부소속 계약직 카메라맨. 하지만 북해도 가스폭발사고때 희생자에게 옷을 덮어주어서 사진을 찍지 못하게 만들어놓은 것 땜에 가정과로 좌천됐다 솔직하고 다정다감한 성격으로 자신보다 남의 기분을 먼저 생각해주는 남자. 북해도에 신년취재차 내려갔을 때 나츠키와 우연히 만난 것이 첫만남. 나츠키가 신세지고 있는 하루코의 동생이다 후에 나츠키와 여러 가지 면에서 상담하는 친구가 된다
카사하라 나츠키(笠原夏樹) - 에스미 마키코(江角マキコ)
30세. 미용사. 서른살이 될때까지 변변찮은 남자친구 없이 보냈다 현재는 동경에서 친구인 하루코에게 신세를 지고있다 밝고 낙천적인 성격에 머든지 곧이 곧대로 믿어버리는 순수한 일면도 가지고 있다 하루코의 동생인 소이치로와 같이 살게 되면서 여러 가지를 이야기를 들어주는 상담친구가 된다
쿠라타 나즈나(倉田なずな) - 키무라 요시노(木村佳乃)
북해도 가스폭발사고때 피해자로 소이치로가 옷을 덮어준 장본인. 현재 동경에 있는 대학의 영양학을 공부하고 있다 소이치로의 다정한 면에 마음이 끌려 그가 일하는 신문사까지 찾아간 것이 인연이 되어 후에 소이치로와 사귀게 된다
츠루마치 후유미(鶴町冬美) - 이시다 유리코(石田ゆり子)
나츠키,하루코,후유미 세 일당 중 가장 남자를 잘 꼬시는 능력을 지닌 여자. 갖은 애교와 말로 남자들의 마음을 녹인다 후유미의 최대의 관심사는 당연히 연애! 유부남과 불륜의 관계인데 부인이 후유미의 집에 쫓아오는 바람에 하루코네 집에서 신세를 지고있다
쿠가 타츠히코(久我龍彦) - 시이나 깃페이(椎名桔平)
의사. 나츠키의 중학교 과외선생님으로 나츠키의 첫사랑이었다 소박하고 털털하고 다정한 성격. 하루코 대신 취재하러 온 나츠키와 우연히 10년 만에 재회하게 된다 부인과는 이혼해 5살 된 딸을 하나 두고있다
엔도 카즈야(遠藤和也) - 카토 하루히코(加藤晴彦)
23세. 소이치로의 직장후배. 소이치로가 근무하는 신문사 후배로 소이치로와는 달리 정사원. 소이치로 일당중 하나로 덕분에 나츠키들과도 자주 어울려 논다 나이가 어려 항상 누님들의 심부름을 들게된다
고바야시 유우키(小林裕貴) - 이토 히데아키(伊藤英明)
엔도의 직장동료로 소이치로의 후배. 소이치로 일당중 하나. 반항적인 눈빛을 하고 있다 나즈나의 고민을 잘 들어주는 사람.
카에데 하루코(楓春子) - 니시다 나오미(西田尙美)
30세. 소이치로의 누나. 자유기고가로 활동중. 간간히 소설을 써 공모전에 응모하기도 하지만 매번 낙선한다 바다거북산란여행에서 만난 나츠키와 후유미와 친구가 되어 현재는 그 둘과 같이 살고있다
카미야 리나(神谷利奈) - 다나카 레나(田中麗奈)
18세. 쿠가선생이 담당한 환자. 다리수술을 했는데 수술이 잘 됐음에도 불구하고 물리치료를 거부하고 있다 매번 쿠가 선생을 곤란하게 만들거나 엉뚱한 말을 해 화나게 하지만 실은 쿠가선생을 좋아하고 있다 자존심이 센 아이.전 고교 검도부 챔피언.

## 주제가
- 주제가: 브릴리언트 그린 〈소노 스피도데(そのスピードで, 그 속도로)〉
- 삽입곡: 야마구치 유코 〈believe〉

| 후지 TV 월요일 밤 9시 드라마 | 후지 TV 월요일 밤 9시 드라마        | 후지 TV 월요일 밤 9시 드라마 |
| 이전 작품                    | 작품명                              | 다음 작품                    |
| ---------------------------- | ----------------------------------- | ---------------------------- |
| 진베 1998.10.12 ~ 12.21      | Over Time-오버 타임 1999.1.4 ~ 3.22 | 립스틱 1999.4.12 ~ 6.28      |